# Jeżów (powiat jędrzejowski)
Jeżów – wieś sołecka w Polsce położona w województwie świętokrzyskim, w powiecie jędrzejowskim, w gminie Sędziszów.
| SIMC    | Nazwa            | Rodzaj     |
| ------- | ---------------- | ---------- |
| 0266991 | Las Klimontowski | przysiółek |

W latach 1975–1998 miejscowość należała administracyjnie do województwa kieleckiego.